# 940th Air Refueling Wing

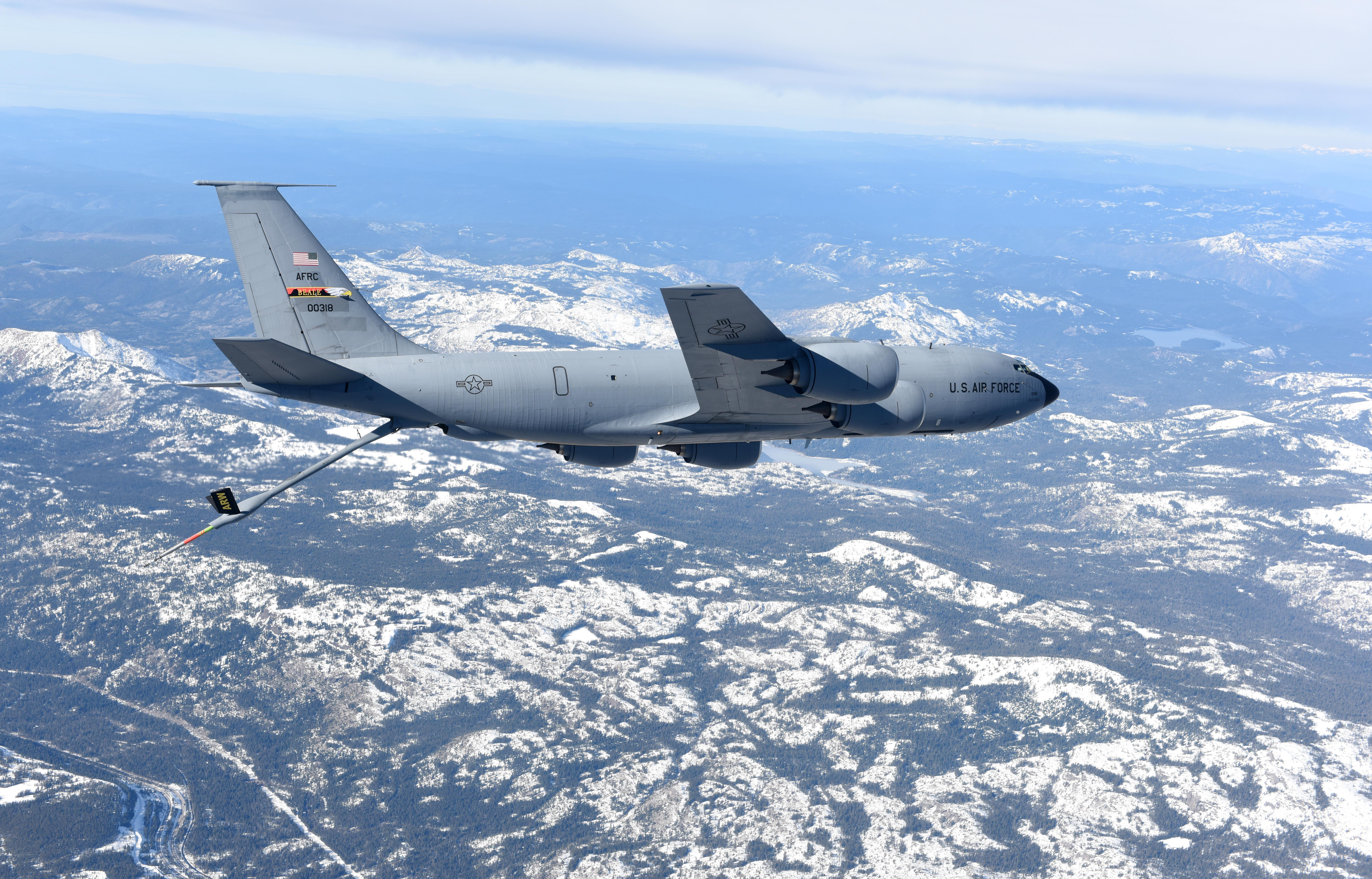
KC-135R del 314th ARS

Il 940th Air Refueling Wing è uno Stormo da rifornimento in volo della Air Force Reserve Command, inquadrato nella Fourth Air Force. Il suo quartier generale è situato presso la Beale Air Force Base, in California.

## Organizzazione
Attualmente, al settembre 2017, esso controlla:
- 940th Operations Group, striscia di coda rossa con scritta BEALE gialla e testa di aquila di mare dalla testa bianca stilizzata
  -  314th Air Refueling Squadron - Equipaggiato con 9 KC-135R
  - 940th Operations Support Squadron
- 940th Maintenance Group
  - 940th Aircraft Maintenance Squadron
  - 940th Maintenance Squadron
- 940th Mission Support Group
  - 940th Force Support Squadron
  - 940th Security Forces Squadron
  - 940th Civil Engineer Squadron
  - 940th Logistics Readiness Squadron
  - 940th Communications Flight
- 940th Aerospace Medicine Squadron